# Home (cançó de Depeche Mode)
«Home» és el trenta-tresè senzill publicat a Anglaterra de la banda Depeche Mode, concretament el tercer de l'àlbum Ultra i es va llançar el 16 de juny de 1997. És tot just el tercer i més recent senzill de la història de Depeche Mode on Martin Gore és la veu principal de la cançó.

## Informació
Es tracta d'un del temes més optimistes de la banda a més de comptar amb una de les musicalitzacions més treballades de la seva discografia, amb arranjaments de violins, bateria acústica, efectes de sintetitzador i guitarra elèctrica. La lletra idealitza la llar com l'únic lloc on tot està bé, amb versos llargs i una gran tornada que és un agraïment a la persona estimada que fa possible aquesta sensació, on pot trobar-se a si mateix i pot exterioritzar tots els sentiments. L'orquestració contribueix a donar més eloqüència a la lletra mentre els elements electrònics complementes i realcen el cant. En contraposició amb els altres temes de l'àlbum, és un dels més allunyats al discurs aspre que es desprèn del disc. Fou el tercer senzill publicat per la banda amb Gore com a cantant després de «Somebody» (1984) i «A Question of Lust» (1986).
El senzill realment no té cara-B, ja que l'acompanyen les versions en directe de «Barrel of a Gun» i «It's No Good» gravades durant el concert Ultra Party de Londres. S'ha realitzat diverses remescles de la cançó encara que la majoria es consideren de molt mala qualitat, només la "Air Around the Golf" apareix en el Remixes 81-04. La caràtula del senzill està dissenyada per Emma Corbijn quan tenia cinc anys.
Algunes emissores dels Estats Units van emetre per error la cançó «Useless» abans que «Home», fins i tot abans que s'anunciés com a senzill, fet que va confondre molta gent pensant que n'era el quart. Finalment, Reprise Records va publicar un senzill doble als Estats Units amb les dues cançons.
El dibuix de la portada del senzill fou realitzat per Emma Corbijn, que en aquell moment tenia cinc anys.
El videoclip de «Home» el va dirigir Steve Green i és l'únic de l'àlbum Ultra no dirigit per Anton Corbijn. Malgrat que pel títol semblaria que s'hauria d'haver filmat en una casa, curiosament se situa en una petita habitació d'un motel durant la nit amb els tres membres de la banda, Gore cantant i la resta meditant assentats. Les imatges representen un alienígena d'aparença humana però invisible que explora un motel excepte l'habitació on es troba la banda. La versió del videoclip és lleugerament editada per fer-la una mica més curta. Posteriorment fou inclòs en la compilació The Videos 86>98 (1998).
És l'única cançó de l'àlbum Ultra que ha estat present en totes les gires de Depeche Mode des de la seva publicació, si bé no en tots el concerts.
Cap al final de la gira Touring The Angel, la cançó «Home» estava inclosa en la llista de cançons però en la primera meitat de la cançó s'utilitzaven els arranjaments de la remescla "Air Around The Golf". Posteriorment també van utilitzar la versió acústica amb la musicalització de Peter Gordeno en el piano i Martin Gore a la veu.

## Llista de cançons
12": Mute/12Bong27 (Regne Unit)
1. "Home" (Jedi Knights Remix [Drowning in Time]) − 7:02
2. "Home" (Air "Around the Golf" Remix) − 3:57
3. "Home" (LFO Meant to Be) − 4:26
4. "Home" (Grantby Mix) − 4:39

Casset: Mute/CBong27 (Regne Unit)
1. "Home" − 5:46
2. "It's No Good" (directe) − 4:06

Casset/CD: Reprise 17335-4 i Reprise 17335-2 (Estats Units)
1. "Home" − 5:46
2. "Home" (Air "Around the Golf" Remix) − 3:57
3. "Home" (LFO Meant to Be) − 4:26

CD: Mute/CDBong27 (Regne Unit)
1. "Home" − 5:46
2. "Home" (Air "Around the Golf" Remix) − 3:57
3. "Home" (LFO Meant to Be) − 4:26
4. "Home" (The Noodles & The Damage Done) − 6:36

CD: Mute/LCDBong27 (Regne Unit)
1. "Home" (Jedi Knights Remix [Drowning in Time]) − 7:02
2. "Home" (Grantby Mix) − 4:39
3. "Barrel of a Gun" (directe) − 6:02
4. "It's No Good" (directe) − 4:06

CD: Reprise 43890-2 (Estats Units)
1. "Home" (Jedi Knights Remix [Drowning in Time]) − 7:01
2. "Home" (Grantby Mix) − 4:40
3. "Barrel of a Gun" (directe) − 6:02
4. "It's No Good" (directe) − 4:06
5. "Home" (The Noodles & The Damage Done) − 6:36

CD: Mute/CDBong27X (Regne Unit, 2004) i Reprise CDBONG27/R2-78894C (Estats Units, 2004)
1. "Home" − 5:46
2. "Home" (Air "Around the Golf" Remix) − 3:56
3. "Home" (LFO Meant to Be) − 4:26
4. "Home" (The Noodles & The Damage Done) − 6:36
5. "Home" (Jedi Knights Remix [Drowning in Time]) − 7:01
6. "Home" (Grantby Mix) − 4:40
7. "Barrel of a Gun" (directe) − 6:02
8. "It's No Good" (directe) − 4:06

- Totes les cançons estan compostes per Martin Gore.
- Martin Gore és la veu principal de "Home" i Dave Gahan de "Barrel of a Gun" i "It's No Good".
- Les cançons en directe es van gravar el 10 d'abril de 1997 a Adrenalive Village de Londres.
- La versió Grantby Mix de «Home» fou remesclada per Dan Grigson.
- La versió The Noodles & The Damage Done de «Home» fou remesclada per Skylab.

## «Home» i «Useless»
El 18 novembre de 1997 es va publicar un doble senzill cara-A amb «Home» i «Useless» als Estats Units i el Canadà. La caràtula frontal era la de «Home» i la posterior era la de «Useless» amb les respectives llistes de cançons a cada caràtula.
7": Reprise 7-17314 (Estats Units)
1. "Home" − 5:46
2. "Useless" (CJ Bolland Ultrasonar Edit) − 4:06

CD: Reprise 9-17314-2 (Estats Units)
1. "Home" − 5:46
2. "Home" (Air "Around the Golf" Remix) − 3:58)
3. "Useless" (CJ Bolland Ultrasonar Edit) − 4:06

CD: Reprise 9-43906-2 (Estats Units)
1. "Home" − 5:46
2. "Home" (Grantby Mix) − 4:38
3. "Home" (LFO Meant to Be) − 4:26
4. "Home" (The Noodles and The Damage Done) − 6:22
5. "Useless" (CJ Bolland Ultrasonar Mix) − 6:00
6. "Useless" (CJ Bolland Funky Sub Mix) − 5:38
7. "Useless" (Kruder + Dorfmeister Session ™) − 9:10
8. "Useless" (Escape from Wherever: Parts 1 & 2) − 7:15

- Totes les cançons estan compostes per Martin Gore.
- Martin Gore és la veu principal de «Home» i Dave Gahan de «Useless».
- Conté vídeos de «Barrel of a Gun», «It's No Good», «Home» i «Useless» que es poden visualitzar en PC i Mac.